# Ctenochromis
Ctenochromis là một chi haplochromine cichlids là đặc hữu của Đông Phi.
Hiện tại, có 5 loài còn sống và một loài bị tuyệt chủng gần đây được mô tả trong chi Ctenochromis:
- Ctenochromis benthicola
- Ctenochromis horei
- Ctenochromis luluae (Fowler, 1930)
- Ctenochromis oligacanthus (Regan, 1922)
- Ctenochromis pectoralis – Pangani Haplo (extinct)
- Ctenochromis polli (Thys van den Audenaerde, 1964)

Một số lượng không được mô tả có vẻ là một chi riêng:
- Ctenochromis aff. pectoralis

## Cước chú
1. ↑  FishBase [2009]